# Rhodostrophia badakhschana
Rhodostrophia badakhschana là một loài bướm đêm trong họ Geometridae.